# Quindatu
Quindatu ou Quindadu (em sumério: 𒆠𒅔𒁕𒌅; romaniz.: ki-in-da-tu) era o sexto ou sétimo rei da dinastia de Simasqui de Elão de 1 915 até 1 905 a.C., de acordo com o historiador francês Gérard Gertoux, ou aproximadamente por volta de 2 000 a.C., segundo a cronologia média.

## Reinado
Quindatu, em seu governo, conquistou a cidade de Ur e levou Ibi-Sim (r. 2028–2004 a.C.) cativo para Elão. A arqueóloga francesa Béatrice André-Salvini sugeriu que Quindatu era um aliado de Isbi-Erra (r. 2017–1985 a.C.) de Isim em sua rebelião contra o rei de Ur, mas o assiriólogo Piotr Steinkeller discordou, perguntando como explicaria as campanhas de Isbi-Erra contra os elamitas e simásquios no décimo quinto e sexto reinado do rei de Isim.

### Lamentação de Ur
A Lamentação de Ur menciona a destruição definitiva de Ur pelos elamitas:
| “                            | "A boa casa da imponente montanha intocável, Equiquenujal, foi totalmente devorada por grandes machados. O povo de Simasqui e Elão, os destruidores, contou seu valor como apenas trinta siclos. Eles destruíram a boa casa com picaretas. Eles reduziram a cidade a montes de ruínas. Sua rainha gritou: "Ai, minha cidade", gritou: "Ai, minha casa". Ningal gritou: "Ai, minha cidade", gritou: "Ai, minha casa. Quanto a mim, a mulher, minha cidade foi destruída e minha casa foi destruída. Ó Nana, o santuário de Urim foi destruído e seu povo foi morto."" | ” |
| — Lamentação de Ur (extrato) | |   |